# Coupe ASOBAL
La Coupe ASOBAL est une compétition à élimination directe opposant des clubs professionnels espagnols de handball.
Organisée depuis la saison 1990-1991 par l'Association des Clubs Espagnols de handball (ASOBAL), cette compétition se déroule annuellement sous la forme d'une finale à quatre, d'ordinaire au mois de décembre et dans une ville différente. Généralement, ce sont les clubs ayant terminé aux trois premières places du championnat précédent ou du championnat courant à mi-saison et le club hôte qui participent à la compétition. À compter de l’édition 2007-2008, le vainqueur était qualifié pour la Ligue des champions.
Vainqueur en 2025 de sa 20e Coupe ASOBAL dont la quatorzième consécutive, le FC Barcelone est le club le plus titré.

## Palmarès
| Année     | Lieu            | Vainqueur          | Finaliste             | Score |
| --------- | --------------- | ------------------ | --------------------- | ----- |
| 1990-1991 | Ibiza           | Teka Santander     | CBM Alzira Avidesa    | 30-29 |
| 1991-1992 | Santander       | Teka Santander     | Elgorriaga Bidasoa    | 26-25 |
| 1992-1993 | Moguer          | Elgorriaga Bidasoa | Teka Santander        | 27-23 |
| 1993-1994 | Alcobendas      | BM Granollers      | FC Barcelone          | 21-19 |
| 1994-1995 | Vigo            | FC Barcelone       | Caja Cantabria        | 30-22 |
| 1995-1996 | Castellón       | FC Barcelone       | Caja Cantabria        | 24-23 |
| 1996-1997 | Santander       | Caja Cantabria     | Ademar León           | 24-23 |
| 1997-1998 | León            | Caja Cantabria     | Ademar León           | 26-24 |
| 1998-1999 | Saragosse       | Ademar León        | FC Barcelone          | 31-30 |
| 1999-2000 | Pampelune       | FC Barcelone       | Portland San Antonio  | 24-21 |
| 2000-2001 | Cordoue         | FC Barcelone       | Portland San Antonio  | 29-28 |
| 2001-2002 | León            | FC Barcelone       | Portland San Antonio  | 26-25 |
| 2002-2003 | Valladolid      | BM Valladolid      | FC Barcelone          | 28-27 |
| 2003-2004 | Ciudad Real     | BM Ciudad Real     | FC Barcelone          | 29-18 |
| 2004-2005 | Roquetas de Mar | BM Ciudad Real     | Portland San Antonio  | 39-36 |
| 2005-2006 | Saragosse       | BM Ciudad Real     | Portland San Antonio  | 31-23 |
| 2006-2007 | León            | BM Ciudad Real     | Portland San Antonio  | 29-27 |
| 2007-2008 | Valladolid      | BM Ciudad Real     | Ademar León           | 25-23 |
| 2008-2009 | Barcelone       | Ademar León        | FC Barcelone          | 31-25 |
| 2009-2010 | Cordoue         | FC Barcelone       | BM Ciudad Real        | 34-33 |
| 2010-2011 | Vigo            | BM Ciudad Real     | FC Barcelone          | 34-31 |
| 2011-2012 | León            | FC Barcelone       | Ademar León           | 28-27 |
| 2012-2013 | Vigo            | FC Barcelone       | BM Atlético de Madrid | 32-24 |
| 2013-2014 | Barcelone       | FC Barcelone       | BM Granollers         | 34-28 |
| 2014-2015 | León            | FC Barcelone       | BM Granollers         | 37-26 |
| 2015-2016 | León            | FC Barcelone       | Naturhouse La Rioja   | 35-31 |
| 2016-2017 | León            | FC Barcelone       | BM Granollers         | 30-25 |
| 2017-2018 | León            | FC Barcelone       | Ademar León           | 28-22 |
| 2018-2019 | Lérida          | FC Barcelone       | Bidasoa Irún          | 37-23 |
| 2019-2020 | Valladolid      | FC Barcelone       | Bidasoa Irún          | 30-22 |
| 2020-2021 | Santander       | FC Barcelone       | BM Sinfín             | 33-23 |
| 2021-2022 | Saragosse       | FC Barcelone       | Bidasoa Irún          | 37-29 |
| 2022-2023 | León            | FC Barcelone       | Ademar León           | 39–21 |
| 2023-2024 | Irun            | FC Barcelone       | Logroño La Rioja      | 31-28 |
| 2024-2025 | Tías            | FC Barcelone       | BM Torrelavega (es)   | 37-34 |

## Bilan
| Club                     | Nombre | Saison |
| ------------------------ | ------ | --- |
| FC Barcelone             | 20     | 1995, 1996, 2000, 2001, 2002, 2010, 2012, 2013, 2014, 2015 2016, 2017, 2018, 2019, 2020, 2021, 2022, 2023, 2024, 2025 |
| BM Ciudad Real           | 6      | 2004, 2005, 2006, 2007, 2008, 2011                                                                                    |
| Club Balonmano Cantabria | 4      | 1991, 1992, 1997, 1998                                                                                                |
| Ademar León              | 2      | 1999, 2009 |
| Bidasoa Irún             | 1      | 1993 |
| BM Granollers            | 1      | 1994 |
| BM Valladolid            | 1      | 2003 |

À noter que le Portland San Antonio n'a jamais remporté la compétition, étant battu à 6 reprises en finale.